# Cuchillo-Có
Cuchillo-Có é um município da província de La Pampa, na Argentina.